# Dynasty Warriors: Strikeforce 2
Dynasty Warriors: Strikeforce 2 (真・三國無双 MULTI RAID 2,, Shin Sangoku Musō Maruchi Reido Tsū), é a continuação do jogo eletrônico Dynasty Warriors: Strikeforce. O jogo foi lançado em 11 de março de 2010 no Japão.

## Jogabilidade
O jogo foi revelado pela primeira vez na Famitsu, também mostrando um novo personagem tirado do folclore chinês, Shi Huangdi. Que será o vilão principal do jogo. Um dia depois Da Qiao foi mostrada, com um visual totalmente diferente, ao estilo qi lolita e portando novas armas, um par de maças duplas e mágicas. Seu modo fury assimila-se a um anjo, contrastando sua irmã Xiao Qiao que parece uma succubus.
Na VJump a silhueta de um personagem foi mostrada juntamente com os dois personagens já revelados. Mais tarde sendo revelado que a silhueta pertence a Jiang Wei, que havia sido cortado da saga em Dynasty Warriors 6 junto com Da Qiao. Jiang Wei também sofreu modificações drásticas no design e arma, agora portando uma lança dupla com as lâminas semelhantes à tonbo-giri de Tadakatsu Honda de Samurai Warriors. O jogo também trará novas bestas e a possibilidade de costumizar personagens
Um demo jogável foi lançado pela Koei, possibilitando os jogadores terem uma prova antecipada do jogo concreto. De mais novidades, Cai Wenji, uma poetisa salva por Cao Cao da tribo Xiongnu fará sua estreia na saga. Ela usa um erhu (violino chinês) como arma. Meng Huo também retorna ao jogo como em Dynasty Warriors: Strikeforce Special. Xiang Yu, rei general de Chu será mais um personagem novo na série, porém como UNPC e um dos guerreiros a serviço de Huangdi. Junto no elenco de novos perosnagens, Xi Wang Mu a rainha do reino oeste. Shi Huang Di usa sua feitiçaria para separar o lado mal da rainha que se torna Huang Quan. Que por sua vez desperta seres das profundezas para aterrorizar a superfície. O jogo então passa a possuir dois "arcos de história", o "Conqueror Arc" e o "Witch Arc". O primeiro leva Cao Cao e Sun Jian a repelirem as forças de Xiang Yu que tomaram contas das terras de Wei e o segundo que une Liu Bei e Sun Ce para parar Huang Quan.
Segundo a Koei, haverá possibilidade de transportar a gravação do jogo anterior para o novo. Trazendo alguns bônus como máscaras de animais. Uma de panda gigante que vem automaticamente ao fazer a transferência de dados e uma de fênix se tiver o modo Wei terminado, tigre pro modo Wu e dragão pro modo Shu. Lü Bu foi cortado do jogo, fazendo o desenrolar da história referente a isso.
No leque de personagens, Nu Wa que apareceu na série em Dynasty Warriors 3 e Dynasty Warriors 4 como personagem bônus e depois na série Warriors Orochi como personagem primária, também será jogável nessa nova sequência. Nu Wa será jogável através da coleta de pontas na comunidade, fazendo coisas relacionas à rede como co-op online e trading. Em trailers oficias também foi revelada como nova personagem a concubina de Xiang Yu, Yu Meiren. Mais tarde confirmada na Famitsu e liberada no demo disponível no site oficial através de hack por gamers chineses. Junto com ela Mu Wang rei de Zhou, San Zang Fashi, Sun Wukong e Fu Xi de Warriors Orochi também marcam presença.

## Promoção
Para o novo jogo da franquia, a Koei decidiu investir mais em diferentes tipos de divulgações para o jogo. As pessoas que encomendaram o jogo de ante-mão ganharam um calendário personalizado de 2010. Também foi feita uma parceria com a SanDisc, oferecendo diversos prêmios; um PSP, uma cópia do jogo, e um memory stick de 16GB da Sandisk.
Dynasty Warriors: Strikeforce 2 foi o segundo jogo da empresa a ter uma participação especial na trilha sonora, desde Samurai Warriors 3. Com o single "Ambience" da banda japonesa Flow.

## História
Depois de muita guerra contra a tirania de Lü Bu, os três reinos entram em aliança e passam a se reestruturar. Mas a energia negativa acumulado nas batalhas ressuscita Shi Huangdi em forma de demônio. Que ressuscita hérois e deuses para serví-lo. Huangdi agora quer ter de volta tudo o que lhe pertenceu no passado e tomar conta do mundo, começando pela  China, com muita guerra e terror.
Shi Huang Di invoca o grande guerreiro Xiang Yu, o famoso guerreiro de Chu, que o serve como general em sua conquista. Xiang Yu  toma posse das terras de Wei fazendo Cao Cao fugir para Wu. Junto com Sun Jian, Cao Cao se une para expelir Xiang Yu e impedí-lo que continue suas conquistas. Huang Di também usa sua magia na rainha Xi Wang Mu, separando sua personalidade em duas. A personalidade má se torna Huang Quan, que acorda criaturas das profundezas trazendo pânico na Terra. Sun Ce e Liu Bei se encarregam de enfrentar Huang Quan, enquanto Cao Cao e Sun Jian unem forças contra Xiang Yu.